# Bulgarije op de Europese kampioenschappen atletiek 2010
Bulgarije werd vertegenwoordigd door zeventien atleten op de Europese kampioenschappen atletiek 2010.

## Deelnemers
| Onderdeel          | Mannen                          | Vrouwen                                                                                   |
| ------------------ | ------------------------------- | ----------------------------------------------------------------------------------------- |
| 100 m              |                                 | Inna Eftimova Ivet Lalova                                                                 |
| 200 m              | Yordan Ilinov                   |                                                                                           |
| 400 m              |                                 | Vanja Stambolova                                                                          |
| 400 m horden       |                                 | Vanja Stambolova                                                                          |
| Hoogspringen       | Viktor Ninov                    | Venelina Veneva-Mateeva                                                                   |
| Polsstokspringen   | Spas Buhalov                    |                                                                                           |
| Verspringen        | Nikolay Atanasov                |                                                                                           |
| Hink-stap-springen | Momchil Karailiev Zhivko Petkov | Andriana Banova Petya Dacheva                                                             |
| Kogelstoten        | Georgi Ivanov                   | Radoslava Mavrodieva                                                                      |
| 4x100 m            |                                 | Inna Eftimova Petya Dacheva Ivet Lalova Gabriela Laleva Monika Gachevska Vanja Stambolova |

## Resultaten

### 100m vrouwen
- Inna Eftimova
  - Reeksen: 11,79 (NQ)
- Ivet Lalova
  - Reeksen: 11,58 (NQ)

### 200m mannen
- Yordan Ilinov
  - Reeksen: 31ste in 21,65 (NQ)

### 400m horden vrouwen
- Vanja Stambolova
  - Ronde 1: 54.77 (Q)
  - Halve finale: 4de in 54,73 (Q)
  - Finale:  in 53,82 (NR)

### 4x100m vrouwen
- Reeksen: 15de in 44,72 (NQ)

### Kogelstoten

#### Mannen
- Georgi Ivanov
  - Kwalificatie: 22ste met 18,28m

#### Vrouwen
- Radoslava Mavrodieva
  - Kwalificatie: 15,58m (NQ)

### Hoogspringen mannen
- Viktor Ninov
  - Kwalificatie: 2,23m (NQ)

### Hink-stap-springen

#### Mannen
- Momchil Karailiev
  - Kwalificatie: 17,05m (Q)
  - Finale: 14de met 15,24m
- Zhivko Petkov
  - Kwalificatie: 16,20m (NQ)

#### Vrouwen
- Andriana Banova
  - Kwalificatie: 18de met 13,95m (NQ)
- Petya Dacheva
  - Kwalificatie: geen geldige sprong

### Polsstokspringen mannen
- Spas Buhalov
  - Kwalificatie: 25ste met 5,30m (NQ)

### Hoogspringen vrouwen
- Venelina Veneva
  - Kwalificatie: 1,83m (NQ)

### Verspringen mannen
- Nikolay Atanasov
  - Kwalificatie: geen geldige sprong

Albanië · Andorra · Armenië · Azerbeidzjan · België · Bosnië en Herzegovina · Bulgarije · Cyprus · Denemarken · Duitsland · Estland · Finland · Frankrijk · Georgië · Gibraltar · Griekenland · Groot-Brittannië · Hongarije · Ierland · IJsland · Israël · Italië · Kroatië · Letland · Liechtenstein · Litouwen · Luxemburg · Macedonië · Malta · Moldavië · Monaco · Montenegro · Nederland · Noorwegen · Oekraïne · Oostenrijk · Polen · Portugal · Roemenië · Rusland · San Marino · Servië · Slovenië · Slowakije · Spanje · Tsjechië · Turkije · Wit-Rusland · Zweden · Zwitserland